# Pisana
Pisana (Triticum dicoccum), espelta bessona o blat midoner silvestre, a Itàlia també conegut com a farro (i d'on deriva la paraula farina) és una espècie del gènere del blat de baix rendiment. Durant el Neolític fou un dels conreus principals. Fou molt cultivat en temps antics, però actualment només perdura residualment en regions muntanyenques d'Europa i Àsia.

## Taxonomia

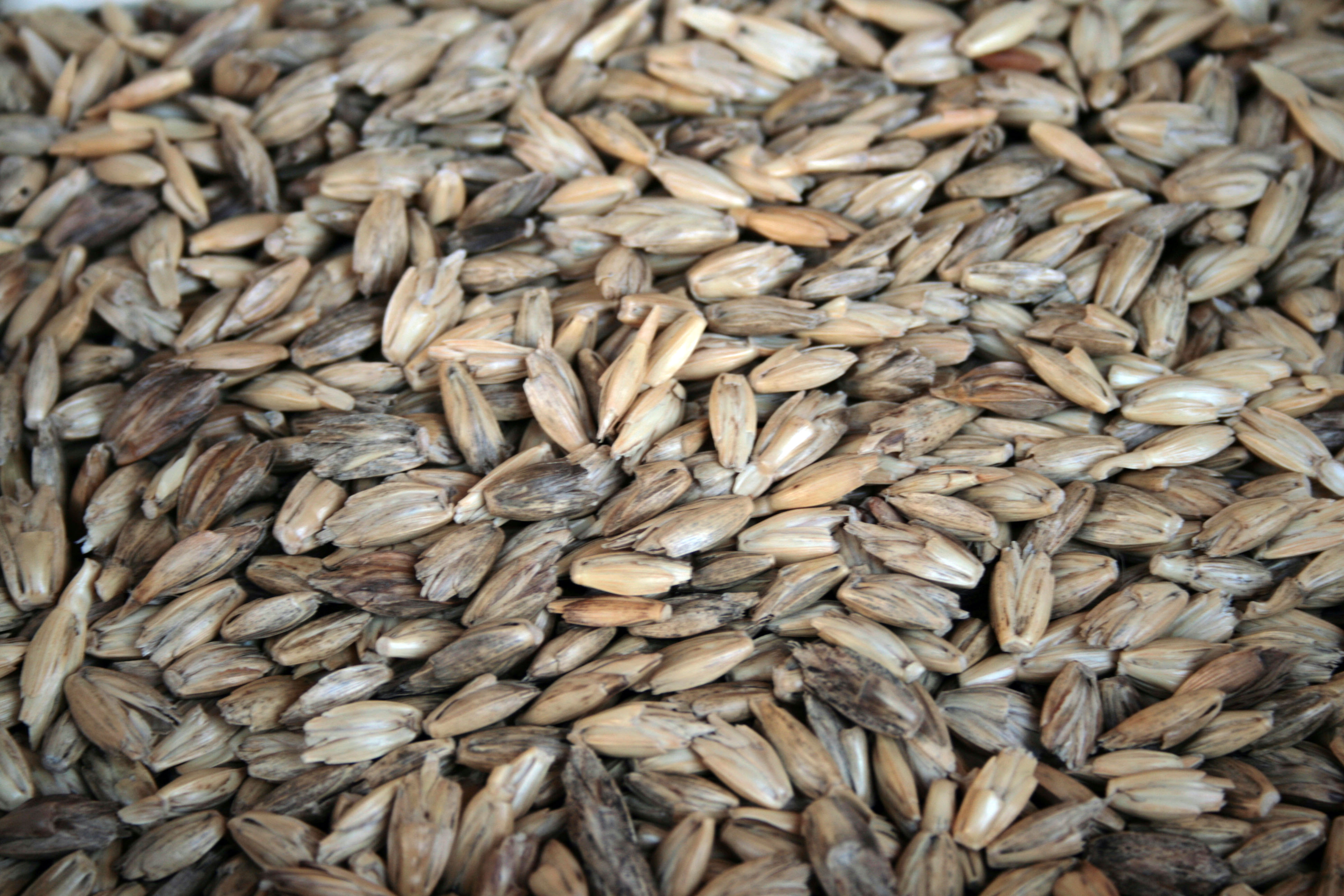
Grans de pisana

El seu antecessor silvestre és l'espècie Triticum dicoccoides Koern.) que és interfèrtil amb la pisana cultivada (Triticum dicoccum). Per aquesta interfertilitat alguns taxonomistes consideren que els dos pertanyen a una sola espècie, T. turgidum. Segons aquesta proposta serien subespècies: T. turgidum subsp. dicoccoides i T. turgidum subsp. dicoccon. Els dos sistemes de classificació són vàlids, el segon està basat en les similituds genètiques.

### Pisana silvestre

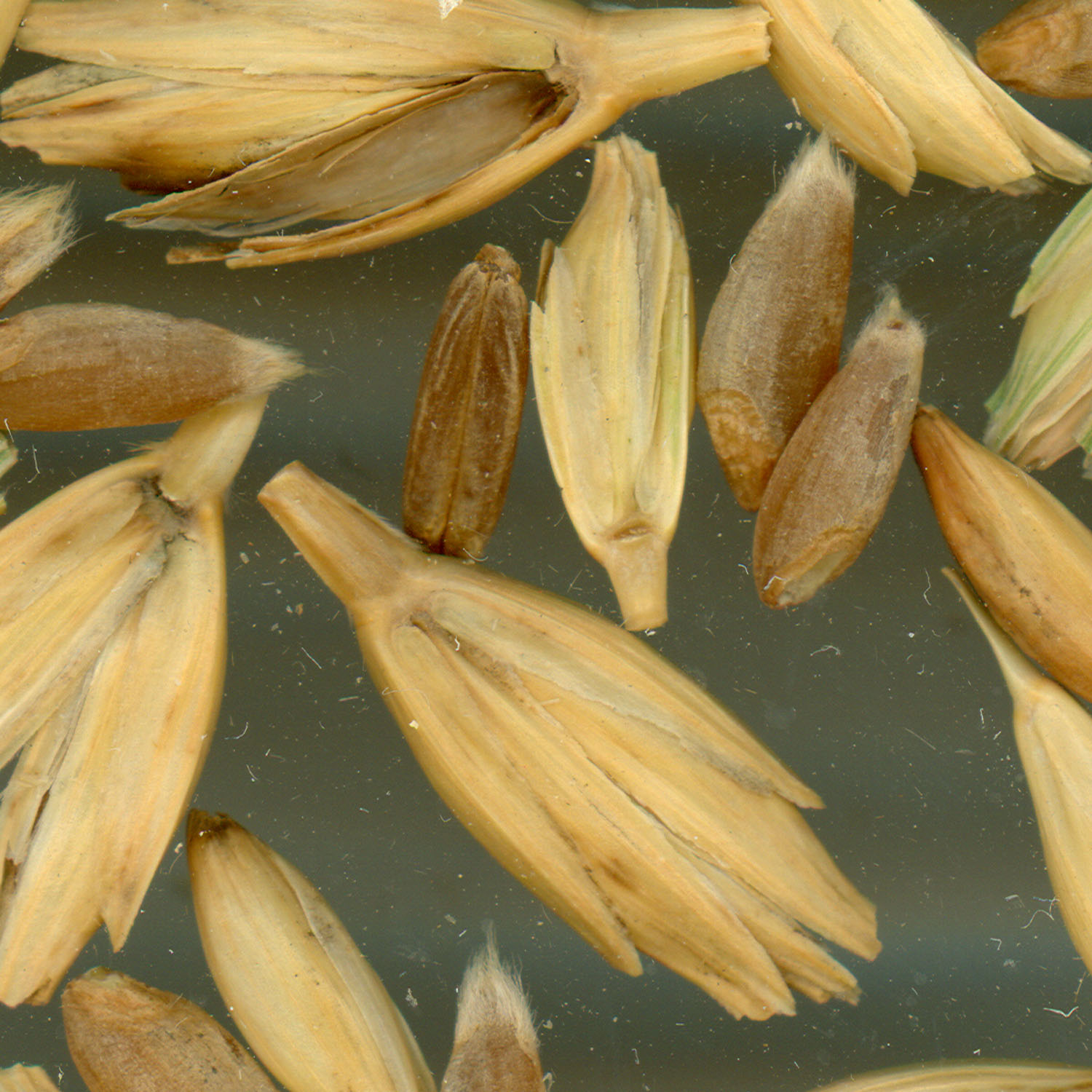
Pisana cultivada

La pisana silvestre (Triticum dicoccoides) creix silvestre en el creixent fèrtil del Pròxim Orient. És un blat tetraploide format per la hibridació de dues gramínies silvestres diploides, Triticum urartu pròxima a T. boeoticum, i una espècie encara no identificada del gènere Aegilops relacionada amb A. searsii o A. speltoides.

## Morfologia
Com Triticum boeoticum, i l'espelta els grans de pisana tenen una pellofa (gluma) forta amb el raquis semitrencadís. Cal moldre el gra perquè es desprengui de les glumes.

## Història
Hi ha certa discrepància en el seu origen com a conreu de creals estàndard. Alguns estudis l'ubiquen al sud de Mesopotàmia el conreu de la pisana va entrar en declivi a l'Edat del Bronze, cap a 3000 anys aC, quan juntament amb l'ordi va passar a ser el conreu de cereals estàndard. La pisana va tenir un paper principal a l'antic Egipte però durant la tercera dinastia es va cultivar més el T.boeticum. Amb la pisana i l'ordi es feia el pa i la cervesa a Egipte.
La pisana era un dels cinc grans amb què es feia el matza dels jueus durant la pasqua encara que se sol traduir incorrectament com espelta.

## Cultiu
Actualment la pisana és un conreu relicte de zones muntanyenques malgrat que és molt rústic i creix en sòls pobres i resisteix l'atac dels fongs. La pisana es cultiva al Marroc, Espanya (Astúries), els Carpats Albània, Turquia, Suïssa i Itàlia. Als Estats Units es cultiva com un producte especial. És tradicional d'Etiòpia.
A Itàlia el farro  havia estat utilitzat per la polenta fins que va ser substituït pel blat de moro. A la Toscana a la regió de muntanya de Garfagnana la pisana gaudeix d'una denominació d'origen. A Itàlia també es cultiva espelta (Triticum spelta) sota el nom de farro.

## Com a aliment
Fa un pa de textura i gust bons (a Itàlia se'n diu pane di farro). Té més fibra alimentària que el blat. No és adequat per a celíacs encara que no conté els gens específics responsables de la malaltia. A la Toscana es menja el gra de pisana en sopes i recentment se'n fa també pasta. A Baviera, a Alemanya se'n fa cervesa ecològica.